# 아쓰베쓰역
아쓰베쓰역(일본어: 厚別駅 아쓰베쓰에키[*])은 일본 홋카이도 삿포로시 아쓰베쓰구에 있는 홋카이도 여객철도 하코다테 본선의 역이다. 역 번호는 A04이며, 단선 승강장과 섬식 승강장을 가진 복합 형태의 역사이다.

## 타는 곳
| 1 | ■ 하코다테 본선 | (상행) | 삿포로 · 오타루 방면                |
| 3 | ■ 하코다테 본선 | (하행) | 에베쓰 · 이와미자와 방면            |
| 4 | ■ 하코다테 본선 | (하행) | 에베쓰 · 이와미자와 방면 (대피열차) |

## 이용 현황
| 연도     | 하루 평균 승차 인원 |
| 2010년도 | 2,625명             |
| -------- | ------------------- |

## 역 주변
- 홋카이도 여객철도 지토세 선 신삿포로 역 · 삿포로 시 교통국 지하철 도자이 선 삿포로역
- 국도 제12호선

## 인접정차역
| 홋카이도 여객철도 ■ 하코다테 본선 | 홋카이도 여객철도 ■ 하코다테 본선     | 홋카이도 여객철도 ■ 하코다테 본선 |
| --------------------------------- | ------------------------------------- | --------------------------------- |
| H03 시로이시 삿포로 · 오타루 방면 | ● 구간쾌속 "이시카리 라이너" A ● 보통 | A05 신린코엔 이와미자와 방면      |